# 이리나 알렉산드로브나 유수포바

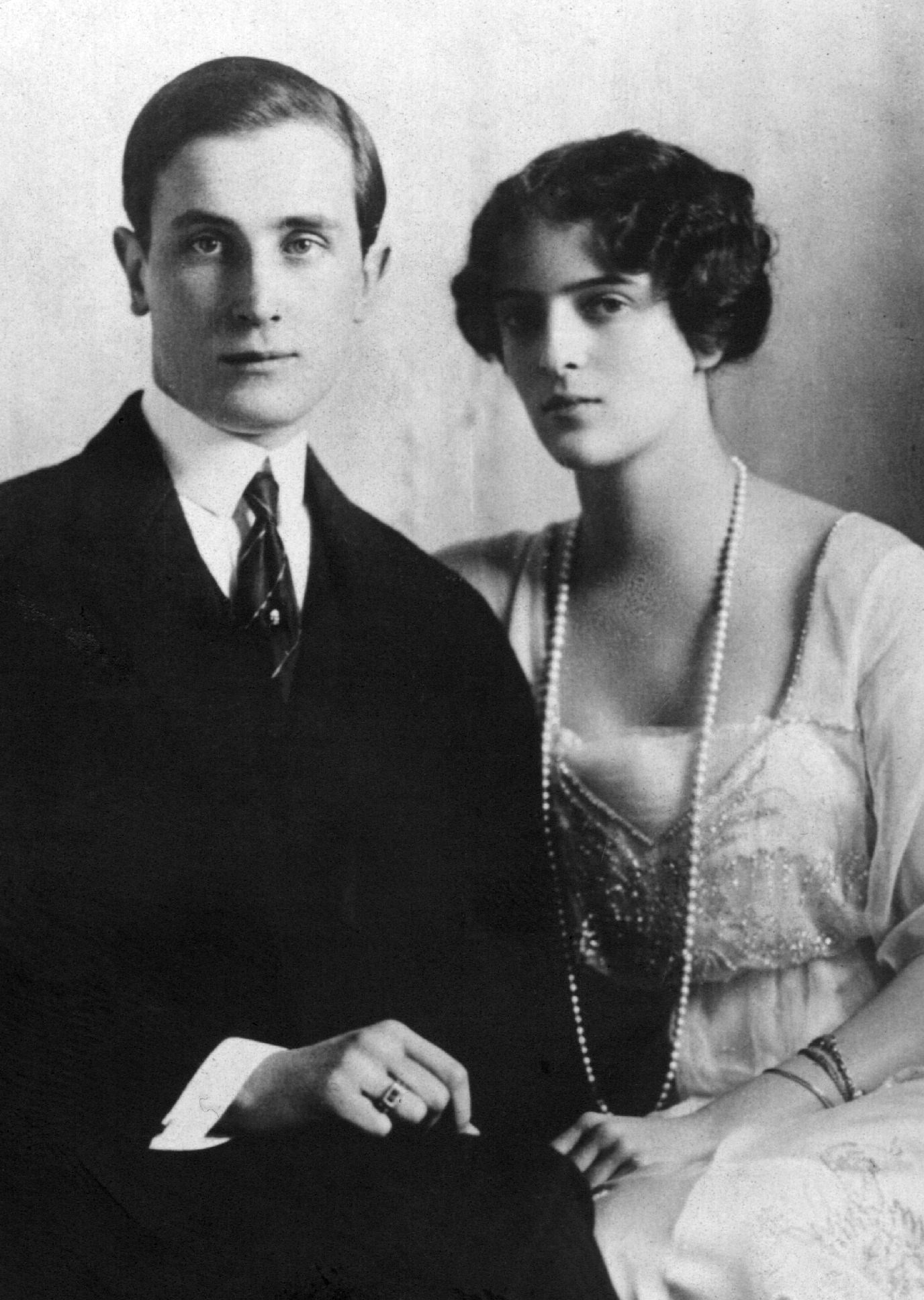
이리나 알렉산드로브나 공주와 남편 펠릭스 유수포프

이리나 알렉산드로브나 유수포바(러시아어: Княжна Ирина Александровна Романова, 1895년 7월 15일 ~ 1970년 2월 26일)는 러시아의 황녀이자 펠릭스 유수포프의 아내이기도 하다.

## 생애

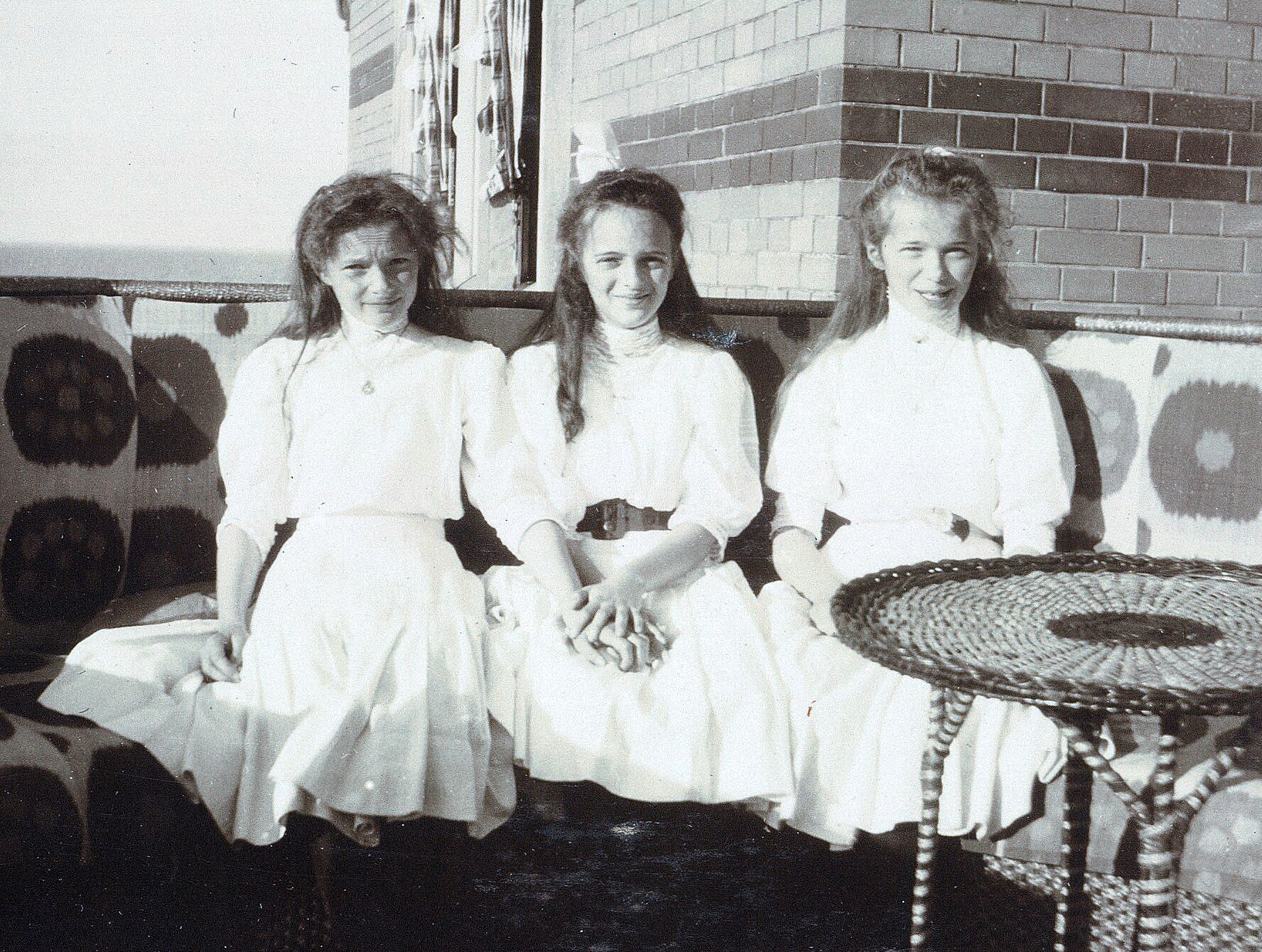
왼쪽부터 타티야나 니콜라예브나 여대공, 이리나 알렉산드로브나 유수포바, 올가 니콜라예브나 여대공

이리나 알렉산드로브나 공주는 알렉산드르 3세의 딸인 크세니야 알렉산드로브나 여대공과 니콜라이 1세의 손자인 알렉산드르 미하일로비치 대공 사이에서 태어났다. 그녀는 니콜라이 2세의 유일한 여자 조카였으며, 니콜라이 2세의 큰딸이었던 올가 니콜라예브나 여대공과 친구였다. 그녀는 진한 푸른 눈과 검은 머리를 가지고 있었으며, 항상 수줍음을 탔다고 한다. 그녀는 또한 이렌느(Irène)나 아이린(Irene)으로 불렸는데, 별명은 어린 리나(Baby Rina)였다. 1914년 그녀는 펠릭스 유수포프 대공과 결혼하여 외동딸 이리나를 두었다. 그녀는 천수를 누리며 살다 1970년 프랑스 파리에서 사망했다.